# 에린 윌헬미
에린 윌헬미(Erin Wilhelmi, 1901년 ~ )는 미국의 배우이다. 루이빌에서 태어났다.

## 영화
- 언세인 (2018년)
- 해피 버스데이 투 미 (2017년)
- 스위트, 스위트 론리 걸 (2016년)
- Like Sugar on the Tip of My Lips (2010) - 단편
- 월플라워 (2012)
- 디스커넥트 (2012) - 트레이시 역
- 제이미 막스는 죽었다 (2014) - 수전 역
- All Relative (2014) - 리즈 역